# Джексон, Ламар
Ламар Деметрис Джексон—младший (англ. Lamar Demeatrice Jackson Jr.; 7 января 1997, Помпано-Бич, Флорида) — американский футболист, квотербек клуба НФЛ «Балтимор Рэйвенс». Самый ценный игрок НФЛ, участник Пробоула и обладатель награды Берта Белла по итогам сезона 2019 года. 
На студенческом уровне выступал за команду Луисвиллского университета. Обладатель Хайсман Трофи, Максвелл Эворд и Уолтер Кемп Эворд по итогам сезона 2016 года. На драфте НФЛ 2018 года был выбран в первом раунде под общим тридцать вторым номером.

## Биография
Ламар Джексон родился 17 января 1997 года в Помпано-Бич. Учился в старшей школе в Бойнтон-Бич, окончил её в 2015 году. В 2014 году в играх за школьную команду он сделал 35 тачдаунов и был признан игроком года в округе Палм-Бич. Сайт Rivals.com оценивал Джексона четырьмя звёздами. Эксперты сайта 247sports.com поставили Ламара на девятое место среди квотербеков, хорошо играющих как в пас, так и на выносе. Имея предложения от девяти университетов, Джексон предпочёл поступить в Луисвиллский университет.
В сезоне 2015 года Ламар установил рекорд университета для квотербеков, набрав на выносе 960 ярдов. В то же время он слабо проявил себя как пасующий, бросив восемь перехватов при двенадцати тачдаунах. Точность его передач составила 55 %. В игре Мьюзик-Сити Боул «Луисвилл Кардиналс» обыграли «Техас А&М Аггис» со счётом 27:21, а Джексон набрал четыре тачдауна, 227 ярдов пасом и 226 ярдов на выносе.
Лучшим в университете стал для Ламара сезон 2016 года, по итогам которого он стал самым молодым обладателем Хейсман Трофи в истории. Приз, вручаемый лучшему игроку студенческого футбола, он получил в 19 лет 337 дней. В игре с «Шарлотт Фотинайнерс» он установил рекорд университета, набрав восемь тачдаунов в первой половине игры. В матче с «Сиракьюз Оранж» Ламар набрал 610 ярдов (411 пасом, 199 на выносе). Всего по итогам сезона в его активе 5 114 ярдов и 51 тачдаун. Также по окончании сезона он был удостоен Максвелл Эворд, Уолтер Кемп Эворд и признан игроком года по версиям Associated Press и Sporting News.
По результатам сезона 2017 года Ламар получил приз лучшему спортсмену Конференции атлантического побережья. Он стал первым игроком в истории дивизиона FBS, который набрал за сезон 1 500 ярдов на выносе и 3 500 пасовых ярдов. Этих показателей Джексон достиг в двух сезонах подряд.
В январе 2018 года Джексон выставил свою кандидатуру на драфт НФЛ. Он был выбран клубом Балтимор Рэйвенс в первом раунде под общим 32 номером. Дебют Ламара в чемпионате НФЛ состоялся в игре с «Баффало Биллс» в первой игре сезона 2018. Он вышел на поле во второй половине игры и отметился 39 ярдами на выносе, набранными в семи попытках.